# Reconquista (rivière)
La Reconquista (en espagnol Río Reconquista) est une rivière de la Province de Buenos Aires, affluent en rive droite du Luján. C'est un des cours d'eau les plus pollués d'Argentine.

## Toponymie
La Reconquista ne porte ce nom que depuis 1954. Auparavant, elle était désignée sous le nom de río de las Conchas, en référence aux nombreuses coquilles découvertes dans son lit et sur ses berges. Le changement de nom est dû au fait qu'en Argentine, le mot conchas peut aussi désigner le sexe féminin.

## Géographie
La Reconquista prend sa source dans le partido de Marcos Paz, à l'extrême ouest du Grand Buenos Aires, et reçoit plusieurs ruisseaux. Il traverse le lac artificiel San Fernando, puis s'oriente vers l'est, le nord-est et enfin le nord. Après avoir longé l'aéroport international de San Fernando, il se divise en deux bras, dont l'un est un canal artificiel (le canal Aliviador), utilisé comme lieu d'entraînement et de compétition d'aviron. Le second bras se divise à son tour en deux bras, donnant naissance au Tigre. Le Tigre, la Reconquista et le canal Aliviador se jettent tous les trois dans le Luján.
La longueur totale du cours d'eau est de 82 km et son bassin versant a une superficie de 1 738 km2.

## Pollution
La Reconquista est polluée par des métaux lourds, des produits chimiques et des microorganismes pathogènes, dus aux déversements d'égouts et de nombreuses industries (abattoirs, tanneries, papetières, etc.). Cette pollution est d'autant plus grave que la Reconquista déborde fréquemment à la saison des pluies.
Elle est considérée comme la deuxième rivière la plus polluée d'Argentine, après le Riachuelo.